# Roman Mityukov
Roman Mityukov (* 30. Juli 2000 in Genf) ist ein Schweizer Schwimmer, zweifacher Olympiateilnehmer (2020, 2024) und Vizeweltmeister über 200 Meter Rücken (2024).

## Karriere
Mityukov ist als Sohn russischer Eltern in Genf geboren und mit seinen beiden Geschwistern aufgewachsen.
Er ist seit seiner Kindheit im Schwimmsport aktiv und startet seit 2018 für die Schweizer Nationalmannschaft. Er lebt und trainiert in Genf.
2021 startete er für die Schweiz bei den Olympischen Spielen in Tokio.
Bei den Europameisterschaften 2020, die erst 2021 in Budapest veranstaltet wurden, gewann er über 200 Meter Rücken die Bronzemedaille. Gleiches gelang ihm bei den Weltmeisterschaften 2023 in Fokuoka.
Bei den Weltmeisterschaften in Doha im Folgejahr wurde er Vizeweltmeister über 200 Meter Rücken.

### Olympische Sommerspiele 2024
Bei den Olympischen Sommerspielen 2024 in Paris gewann Mityukov mit neuem Schweizer Rekord die Bronzemedaille über 200 Meter Rücken.
Roman Mityukov wurde als Fahnenträger für die Abschlusszeremonie der Olympischen Spiele ausgewählt – zusammen mit der Triathletin Julie Derron.
Mityukov wird trainiert von Clément Bailly.